# Zwarte muskaatduif
De zwarte muskaatduif (Ducula melanochroa) is een vogel uit de familie der Columbidae (Duiven en tortelduiven).

## Verspreiding en leefgebied
Deze soort is endemisch op de Bismarck-archipel.